# Ilex wangiana
Ilex wangiana är en järneksväxtart som beskrevs av Shiu Ying Hu. Ilex wangiana ingår i släktet järnekar, och familjen järneksväxter. Inga underarter finns listade i Catalogue of Life.